# Semmelweis Egyetem Szemészeti Klinika
A Semmelweis Egyetem Szemészeti Klinika (korábban I. illetve II. Sz. Szemészeti Klinika) egy nagy múltú budapesti egyetemi szakklinika, amely a szemészeti betegségek gyógyítására, oktatására, valamint a területen zajló kutatásokra specializálódott. 

## Története
A józsefvárosi belső klinikai tömb részeként Korb Flóris és Giergl Kálmán tervei alapján a Mária utca 39. szám alatti telken 1908-ban épült Szemészeti Klinika saját korában az egyik legkorszerűbb ilyen jellegű európai intézménynek számított. 
Ezt megelőzően, 1905-ben hozták létre a II. sz. szemészeti tanszéket, amely 1909-ben a Szigony utcai klinikai épületbe költözött. Ettől kezdve a Mária utcai klinika az I. számot viselte 1946-ig, amikor a tanszékek számozást cseréltek. Az I. Sz. Szemészeti Klinika 1972-ben költözött  a Tömő utcai új épületbe, ahol 2012-ig működött. A Mária utcai épület az 1956-os forradalom során sérüléseket szenvedett az épület. 2005 és 2013 között rekonstrukción esett át, így ismét eredeti szépségében fogadja a betegeket. Az I. és II. Sz. Szemészeti Klinikát 2012-ben vonták össze és azóta az addigra felújított Mária utcai épületben működik. 

## Galéria
- Tömő utcai I. számú Szemészet (1972-2012)
- SOTE 1.sz. Szemészeti Klinika1972-2012

## Egyéb szakirodalom
- Pestessy József: Józsefvárosi orvosok, kórházak, klinikák, Budapest Józsefvárosi Önkormányzat, Budapest, 2002
- Süveges Ildikó: Negyven év szemészet a Tömő utcában. Medicina Könyvkiadó Zrt. 2018.